# Antonio Tabucchi
Antonio Tabucchi, född 23 september 1943 i Pisa, Toscana, död 25 mars 2012 i Lissabon, Portugal, var en italiensk författare och professor i det portugisiska språket och portugisisk litteratur vid universitetet i Siena. Han var verksam som journalist vid bland annat Corriere della Sera.
Tabucchi debuterade som författare med boken Piazza d'Italia år 1975. Han översatte även många av författaren Fernando Pessoas verk till italienska. Han är en av de internationellt mest uppmärksammade italienska författarna under de senaste 20 åren.
Han var gift med Maria José de Lancastre från 1970 fram till sin död.

## Biografi

### Tidiga år
Antonio Tabucchi föddes i Pisa vid det amerikanska bombanfallet på staden under andra världskriget. Han var ende sonen till en hästhandlare, men växte upp hos sina morföräldrar i en by utanför staden. Under studentåren företog han flera resor på den europeiska kontinenten, bland annat till Paris och Portugal. Under dessa resor stiftade han litterär bekantskap med den portugisiske poeten Fernando Pessoa, ett möte som skulle visa sig bana hans framtida väg. Han träffade också sin blivande hustru i Portugal, Marie-José de Lancastre. 1969 doktorerade han vid universitetet i Siena, och ägnade sin doktorsavhandling åt surrealismen i Portugal (Surrealismo in Portogallo). Efter en anställning vid Scuola Normale Superiore di Pisa, blev han 1973 lärare i portugisiska språket och litteraturen vid universitetet i Bologna.
Han debuterade som skönlitterär författare med en bok han skrev samma år som han blev lektor vid universitetet, Piazza d'Italia, som utkom 1975. I denna anslöt han sig till en tradition av italienska författare som skriver historien från en "bakvänd synvinkel", från förlorarnas perspektiv - det brukar sägas att historien skrivs av vinnarna. Ämnet för boken är den toskanska anarkismen.

### Medelålder
1978 kallades han till universitetet i Genua, 1987 till 1990 förestod han Italienska institutet i Lissabon, och blev senare professor vid universitetet i Siena i portugisiska språket och litteraturen. Han var bosatt med sin hustru och barn i Lissabon, Pisa, Florens och Paris. Sitt författarskap betraktade han som underordnad sin roll som professor, eftersom litteratur till sitt väsen är "begär, drömmar och fantasier." Portugals president tilldelade honom titeln Do Infante Dom Herique 1989, och samma år utsåg Frankrikes regering honom till Chevalier l’ordre des Arts et des Lettres.
Han medverkade regelbundet med artiklar på kultursidorna i Corriere della Sera och El País. 2004 erhöll han Francisco de Cerecedos journalistpris av Association of European Journalists och som utdelas av kronprinsen av Spanien, prins Felipe de Borbón, som erkännande för kvaliteten på sitt journalistiska arbete och sitt uttryckliga försvar för yttrandefriheten. 2007 blev han hedersdoktor vid universitetet i Liège. Därtill erhöll han flera stora erkännanden för sitt författarskap.
I europavalet 2004 ställde han upp som representant för vänsterblocket.

### Död
Antonio Tabucchi avled på ett sjukhus i Lissabon 25 mars 2012, efter en lång tids cancer. Han blev 68 år.

## Författarskap
Antonio Tabucchis tidiga romaner handlade ofta om identitetssökande, där ett sökande efter en person leder huvudpersonen till sökandet efter sig själv, och genom en annan persons öde eller karaktär reflekteras huvudpersonen själv. Detta är temat i hans roman Notturno indiano från 1984 som filmatiserades 1989 av Alain Corneau. Det är också temat i den 1985 utgivna Il filo dell'orizzonte. I den senare speglas huvudpersonen i ett lik som denne försöker finna identiteten på, och i den förra i en vän som försvunnit i Indien. Även den senare boken blev film, 1993, av portugisen Fernando Lopes. För Notturno indiano tilldelades han 1987 Prix Médicis för bästa utländska roman.
1992 skrev han sitt första verk på portugisiska, Requiem, som senare översattes från det språket till italienska. Även detta verk prisbelönades, med Premio P.E.N. Club italiano. Sitt största erkännande som romanförfattare fick han för en roman som utgavs 1994, Sostiene Pereira, för vilken han bland annat vann Jean Monnets europeiska litteraturpris. För denna roman blev han betraktad som en av Italiens främsta försvarare av informationsfriheten, och boken har använts emot Silvio Berlusconi i valkampanjer. 1995 filmatiserade Roberto Faenza den med Marcello Mastroianni och Daniel Auteuil i huvudrollerna.
Ytterligare en av Tabucchis mer betydelsefulla romaner är La testa perduta di Damasceno Monteiro från 1997, vilken bygger på en sann historia. Bakgrunden till romanen var att ett lik hade påträffats i en park i Porto med huvudet avhugget, vilket berörde Tabucchi som författare och människa. Han gjorde en utförlig research, i tätt samarbete med utredarna vid Europarådet i Strasbourg. Med tiden stod det klart att mordet hade utförts i republikanska nationalgardets (GNR) polishus. Romanen utkom innan en polissergeant slutligen erkände mordet. Samma år tilldelades han Prize Nossack av Leibniz akademi.
I Ena poukamiso gemato likedes 1999 framställde han en metafor för författarskapets syfte, som en tvättmaskin som missfärgar vita skjortor. Perfektion är inte ett syfte eller eftersträvansvärt tillstånd, menade Tabucchi, eftersom han förknippar det med diktaturer, totalitarism och ideologier, och hävdar att demokrati inte är perfektionens tillstånd.  
År 2001 gav Tabucchi ut brevromanen Si sta facendo sempre più tardi, som är en hyllning till språkets makt, och beskriver författarskapet som att skicka flaskpost till okända personer. Boken vann 2002 års Prize France Culture för utländsk litteratur.
Han skrev en poetik 2003, Autobiografie altrui. Poetiche a posteriori, och 2004 Tristano muore. Una vita.

### Titlar utgivna på svenska
- Små missförstånd utan betydelse (1988), svensk översättning: Ingela Sjölander
- Trio i ett pastoralt landskap (dikter, 1995) [även dikter av Alda Merini och Patrizia Valduga], svensk översättning: Ingamaj Beck
- Påstår Pereira : ett vittnesmål (1996, 1997, 2004), svensk översättning: Viveca Melander
- Damasceno Monteiros förlorade huvud (1999), svensk översättning: Helena Monti
- Indisk nocturne (2001), svensk översättning: Viveca Melander
- Det är snart för sent : roman i brevform (2002), svensk översättning: Barbro Andersson
- Tristano dör (2005), svensk översättning: Viveca Melander
- Beato Angelicos flygande varelser (2010), svensk översättning: Barbro Andersson
- Tiden åldras fort (2011), svensk översättning: Olov Hyllienmark
- Rekviem : en hallucination (2017), svensk översättning: Hans Berggren
- Till Isabel : en mandala (2017), svensk översättning: Viveca Melander

### Titlar på originalspråk
- Piazza d'Italia (1975), ISBN 88-07-01458-0
- Il piccolo naviglio (1978)
- Il gioco del rovescio e altri racconti (1981, novellsamling), ISBN 88-07-01354-1
- Donna di Porto Pim (1983)
- Notturno indiano (1984)
- Piccoli equivoci senza importanza (1985, novellsamling), ISBN 88-07-01306-1
- Il filo dell'orizzonte (1986, novellsamling), ISBN 88-07-01322-3
- I volatili del Beato Angelico (1987)
- Pessoana mínima (1987)
- I dialoghi mancati (1988), ISBN 88-07-05058-7
- Un baule pieno di gente. Scritti su Fernando Pessoa (1990, essäer), ISBN 88-07-05080-3
- L'angelo nero (1991, novellsamling), ISBN 88-07-01414-9
- Sogni di sogni (1992)
- Requiem (1992), ISBN 88-07-01433-5
- Gli ultimi tre giorni di Fernando Pessoa (1994), ISBN 88-389-1056-1
- Sostiene Pereira. Una testimonianza (1994), ISBN 88-07-01461-0
- Dove va il romanzo (1995, essay), ISBN 88-86680-00-7
- Carlos Gumpert, Conversaciones con Antonio Tabucchi (1995)
- La testa perduta di Damasceno Monteiro (1997), ISBN 88-07-01518-8
- Marconi, se ben mi ricordo (1997), ISBN 88-397-0978-9
- L'Automobile, la Nostalgie et l'Infini (1998)
- La gastrite di Platone (1998), ISBN 88-389-1421-4
- Gli Zingari e il Rinascimento (1999), ISBN 88-380-8010-0
- Ena poukamiso gemato likedes (Una camicia piena di macchie. Conversazioni di A.T. con Anteos Chrysostomidis, 1999)
- Si sta facendo sempre più tardi. Romanzo in forma di lettere (2001), ISBN 88-07-01590-0
- Autobiografie altrui. Poetiche a posteriori (2003), ISBN 88-07-42098-8
- Tristano muore. Una vita (2004), ISBN 88-07-01646-X
- Racconti (2005), ISBN 88-07-53015-5
- L'oca al passo: notizie dal buio che stiamo attraversando (2006), ISBN 88-07-84072-3
- Il tempo invecchia in fretta (2009), ISBN 978-88-07-01784-1
- Viaggi e altri viaggi (2010), ISBN 978-88-07-01822-0
- Racconti con figure (2011), ISBN 88-389-2494-5
- Per Isabel Un mandala (2013), ISBN  978-88-07-03063-5